# Monotes
Monotes es un género de plantas con flores con 54 especies descritas perteneciente a la familia Dipterocarpaceae.

## Taxonomía
El género fue descrito por Alphonse Pyrame de Candolle y publicado en Prodromus Systematis Naturalis Regni Vegetabilis 16(2): 623. 1868. La especie tipo es: Monotes africanus A.DC.

## Especies
| - Monotes adenophyllus Gilg - Monotes africanus A.DC. - Monotes angolensis De Wild. - Monotes autennei P.A.Duvign. - Monotes caloneurus Gilg - Monotes carrissoanus H.H.Bancr. - Monotes dasyanthus Gilg - Monotes dawei H.H.Bancr. - Monotes discolor R.E.Fr. - Monotes doryphorus P.A.Duvign. - Monotes elegans Gilg - Monotes engleri Gilg - Monotes gigantophyllus P.A.Duvign. - Monotes gilgii Engl. - Monotes gilleti De Wild. - Monotes glaber Sprague - Monotes glandulosus Pierre - Monotes gossweileriDe Wild - Monotes hutchinsonianus Exell - Monotes hypoleucus (Welw. ex Oliv.) Gilg - Monotes kapiriensis De Wild. - Monotes katangensis (De Wild.) De Wild. | - Monotes kerstingii Gilg - Monotes loandensis Exell - Monotes lukuluensis Hutch. - Monotes lutambensis Verdc. - Monotes madagascariensis Humbert - Monotes magnificus Gilg - Monotes mutetetwa P.A.Duvign. - Monotes noldeae H.H.Bancr. - Monotes nyasensis Hutch. ex H.H.Bancr. - Monotes oblongifolius Hutch. - Monotes oxyphyllinus P.A.Duvign. - Monotes pearsonii H.H.Bancr. - Monotes pwetoensis Robyns ex H.H.Bancr. - Monotes redheadii P.A.Duvign. - Monotes rubriglans H.H.Bancr. - Monotes rufotomentosus Gilg - Monotes schmitzii P.A.Duvign. - Monotes stevensonii Burtt Davy ex H.H.Bancr. - Monotes thomasi De Wild. - Monotes tomentellus Hutch. & Milne-Redh. - Monotes verdicki De Wild. - Monotes xasenguensis H.H.Bancr. |